# Osoppo
Osoppo là một đô thị ở tỉnh Udine trong vùng Friuli-Venezia Giulia thuộc Ý, có cự ly khoảng 90 km về phía tây bắc của Trieste và khoảng 25 km về phía tây bắc của Udine. Tại thời điểm ngày 31 tháng 12 năm 2004, đô thị này có dân số 2.973 người và diện tích là 22.2 km².
Đô thị Osoppo có các frazioni (đơn vị cấp dưới, chủ yếu là các làng) Pineta and Rivoli.
Osoppo giáp các đô thị: Buja, Forgaria nel Friuli, Gemona del Friuli, Majano, San Daniele del Friuli, Trasaghis.
Osoppo có một pháo đài lớn (La Fortezza o Rocca di Osoppo), hiện là một địa điểm lịch sử thu hút khách tham quan. Pháo đài này đóng vai trò to lớn trong việc bảo vệ Venice khỏi người Áo cuối 1850.